# Hugo Gomes
Hugo André Viriato dos Santos Gomes, né le 11 octobre 1979 à Faro (Portugal), est un footballeur portugais, qui évolue au poste de défenseur à l'União Leiria.

## Biographie
Il joue en faveur du Sporting Farense, son club formateur, puis évolue sous les couleurs du CD Portosantense et de l'AD Pontassolense.
Lors de la saison 2008-2009, il (re)découvre la Liga Sagres (1re division) avec le club de l'Estrela da Amadora. Il réalise une saison pleine, puisqu'il dispute 29 matchs de championnat.

## Statistiques
À l'issue de la saison 2010-2011
- 78 matchs et 0 but en 1re division portugaise
- 15 matchs et 0 but en 2e division portugaise
- 149 matchs et 1 but en 3e division portugaise